# 현대 아이오닉
현대 아이오닉(Hyundai Ioniq)은 현대자동차에서 생산하는 하이브리드 전용 차종이다.
현대자동차의 첫 하이브리드 전용 차종이자 대한민국에서 최초로 선보인 하이브리드 전용 차종 및 플러그인 하이브리드, EV 차종이다. 차명인 아이오닉은 전기적인 힘의 결합과 분리를 통해 새로운 에너지를 만들어내는 이온(ion)과 현대자동차의 독창성(unique)이 결합된 합성어이며, 2012년에 개최된 제네바 모터쇼에서 선보인 플러그인 하이브리드 컨셉트 카의 차명을 계승한 것이다. 나중에 나온 아이오닉 브랜드의 이름의 모티브가 되었다.

## 1세대(AE)

### 아이오닉(2016년1월~2019년1월)

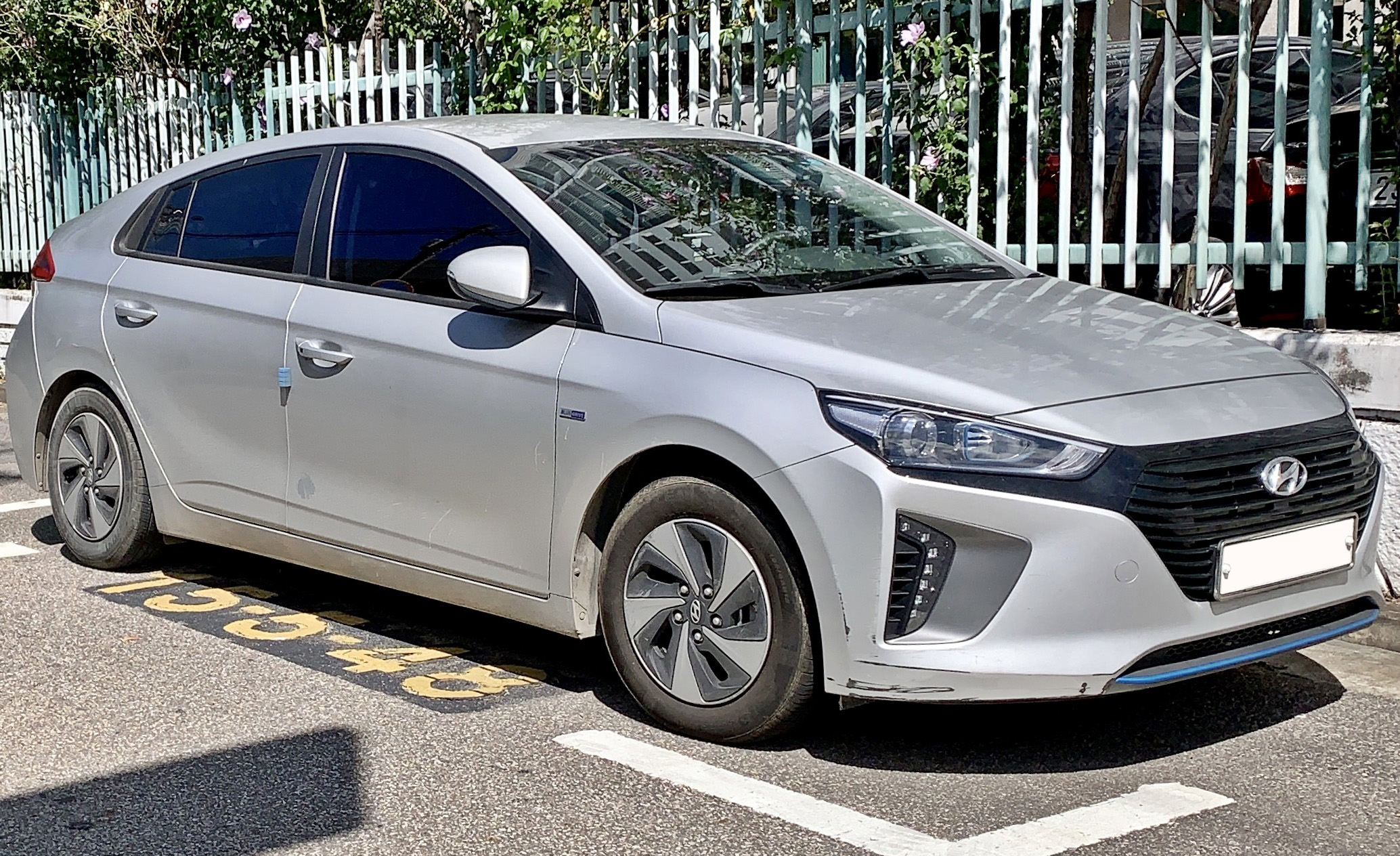
현대 아이오닉 하이브리드 정측면

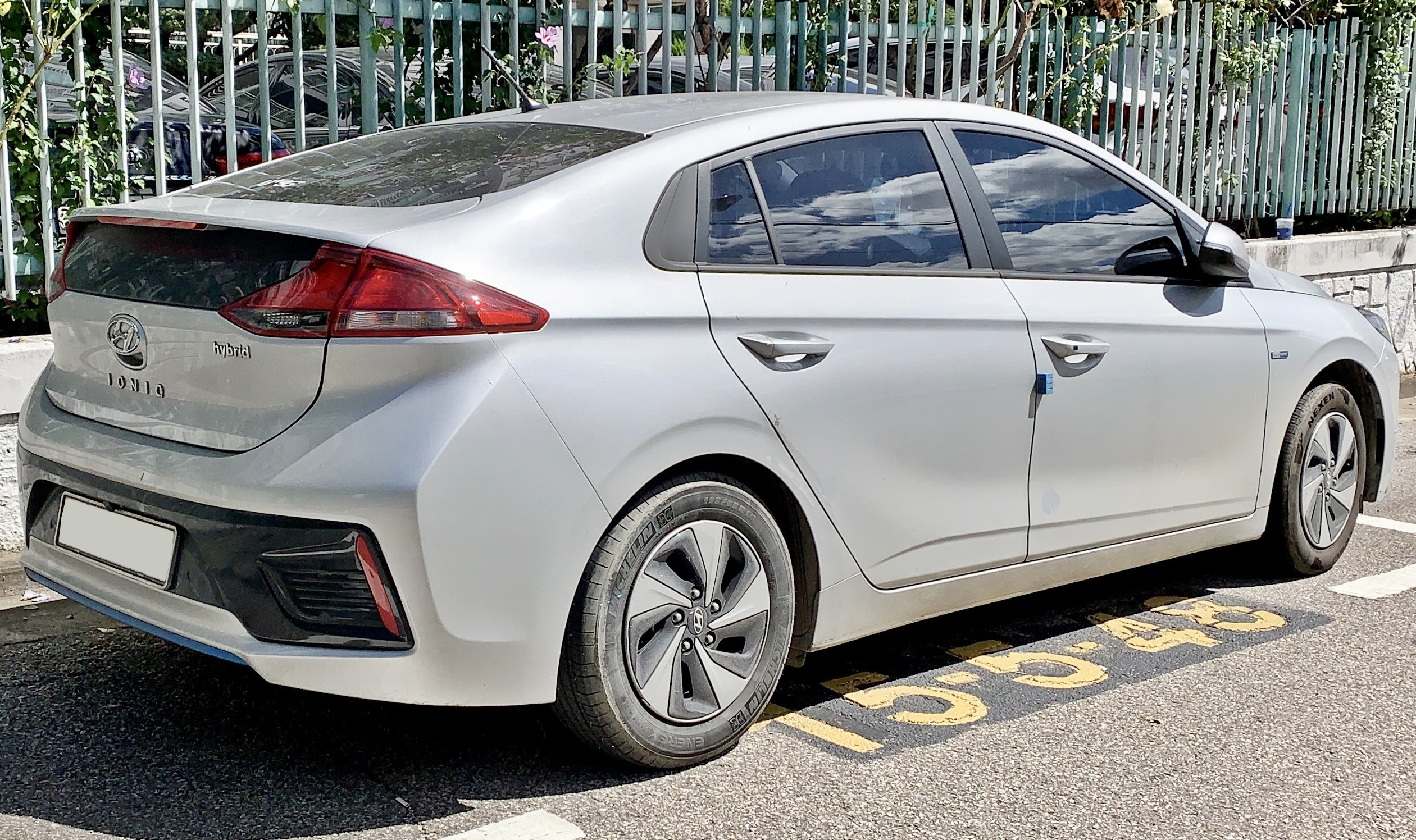
현대 아이오닉 하이브리드 후측면

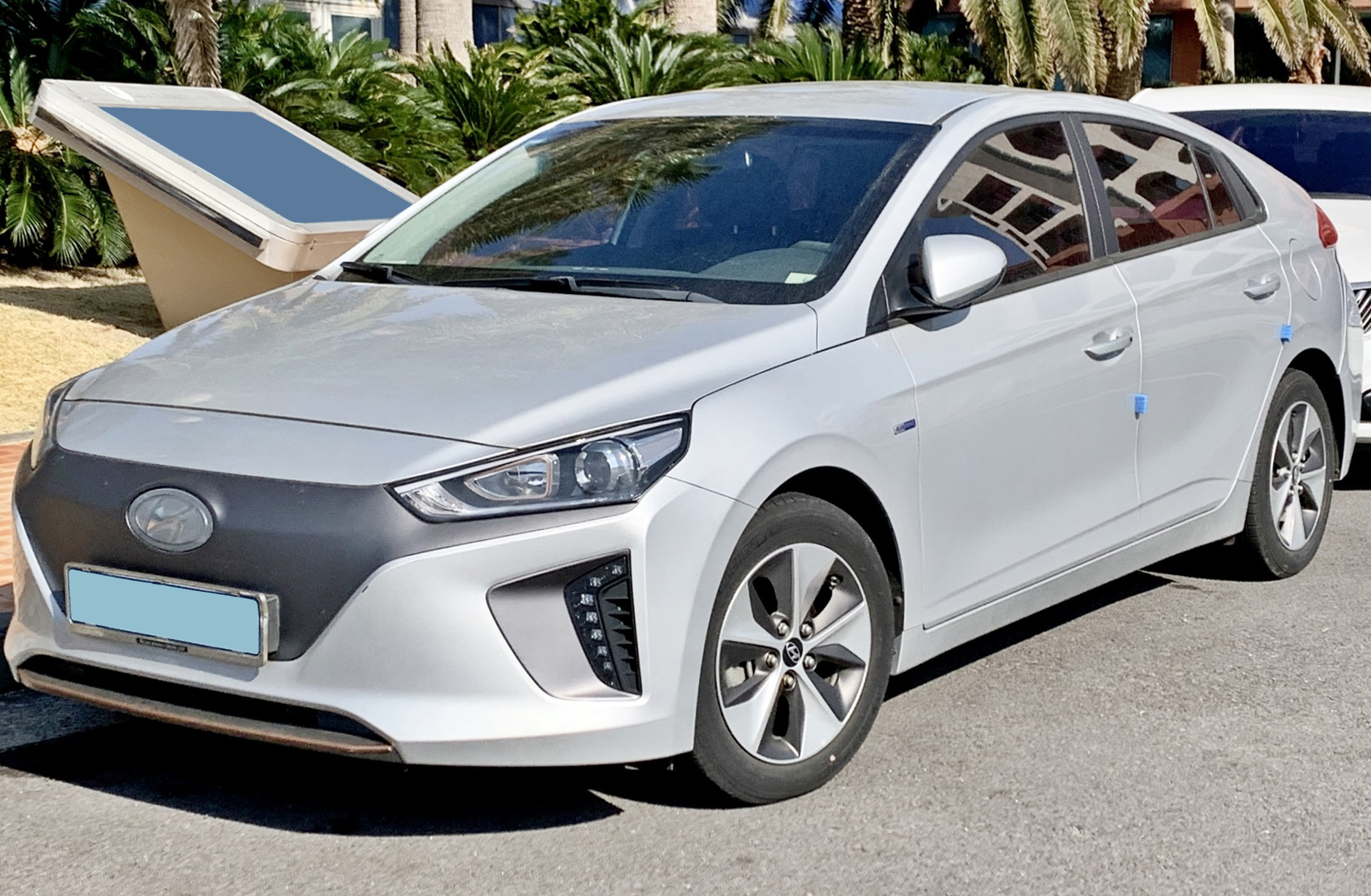
현대 아이오닉 일렉트릭(초기형) 정측면

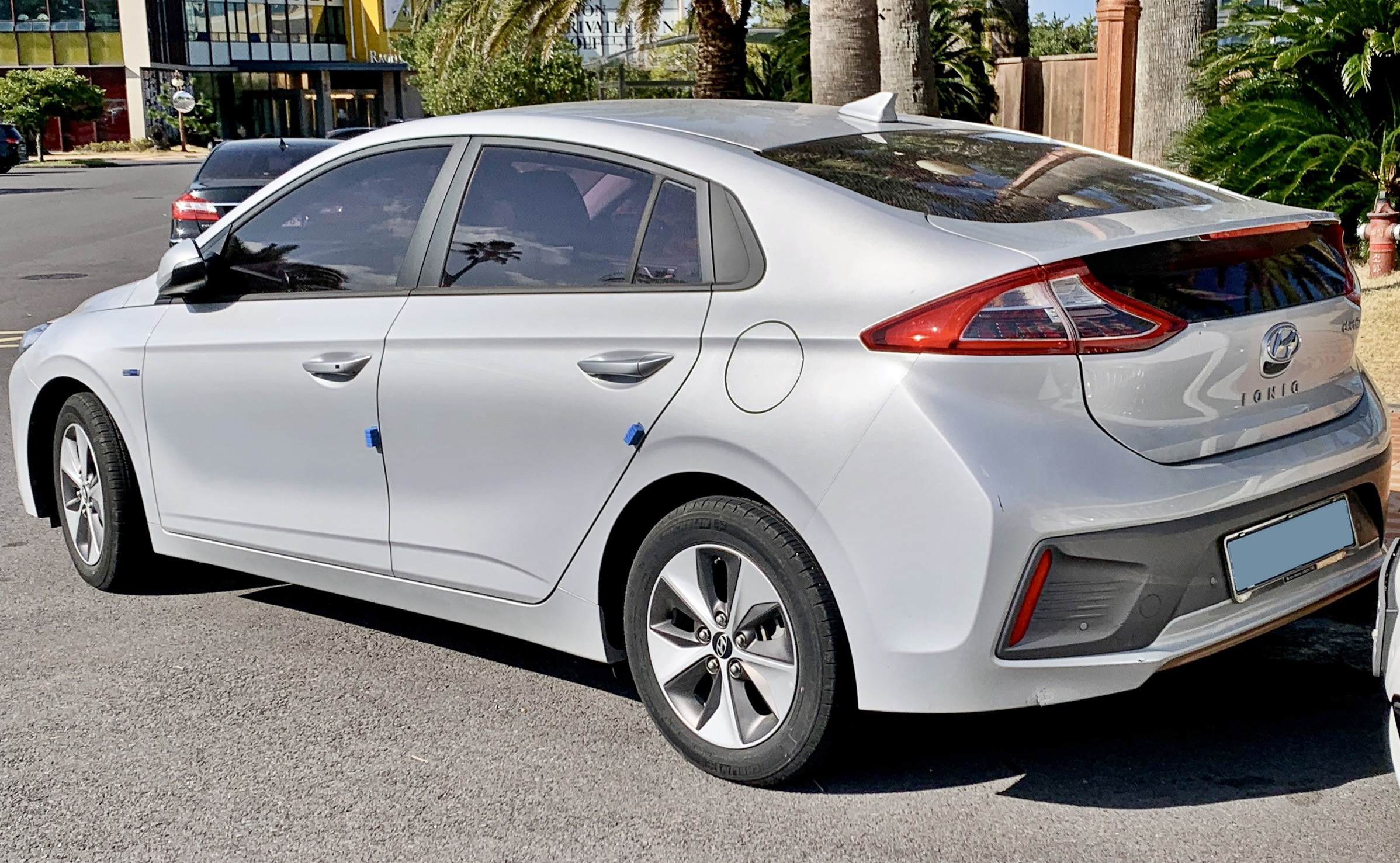
현대 아이오닉 일렉트릭(초기형) 후측면

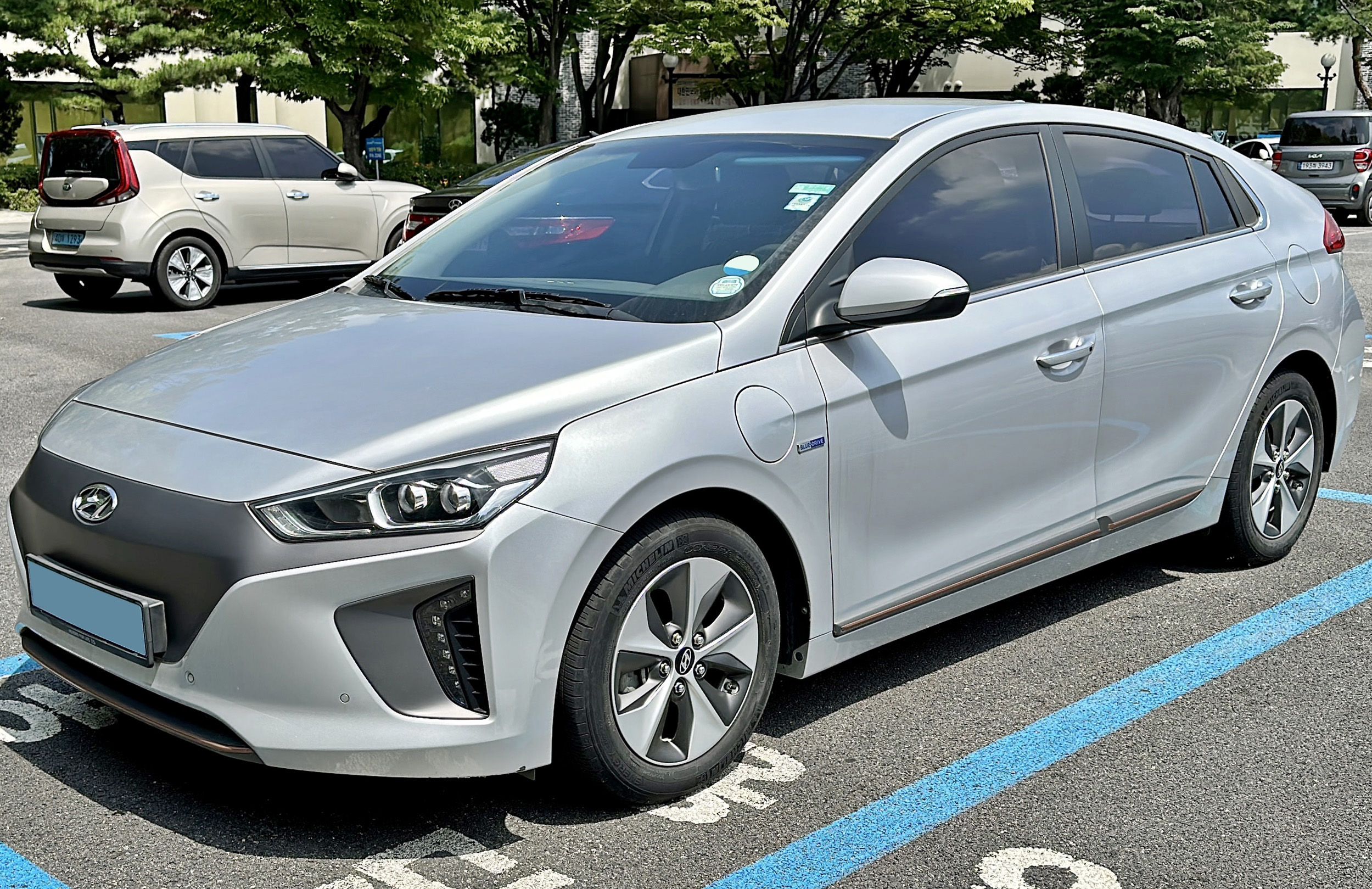
현대 아이오닉 플러그인 하이브리드 정측면

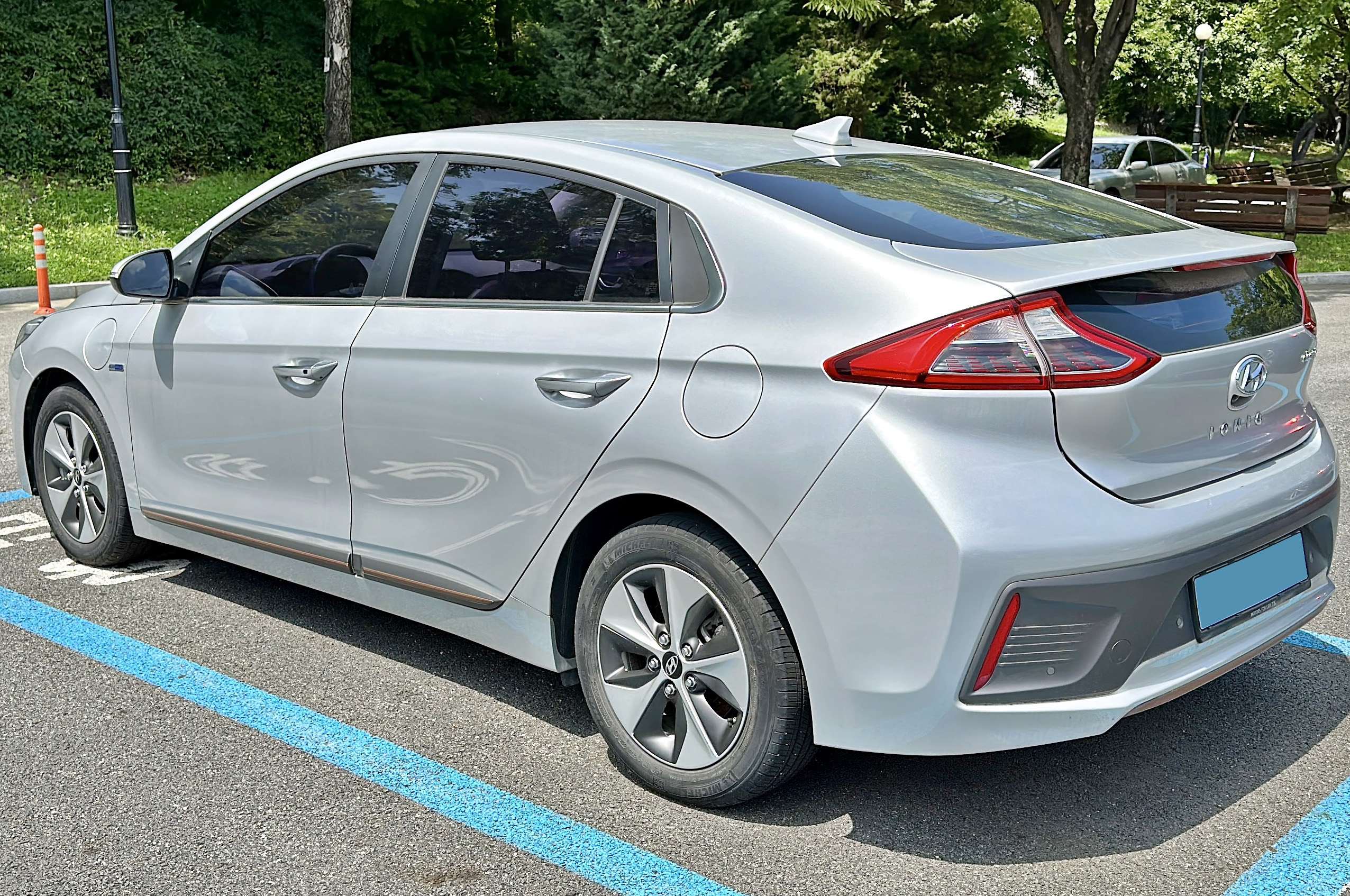
현대 아이오닉 플러그인 하이브리드 후측면

2016년 1월 14일에 출시되었다. 이보다 앞선 1월 5일부터 사전 계약이 시작되었다. 하이브리드가 먼저 출시되었고, 나중에 플러그인 하이브리드와 EV가 추가됐다. 본넷과 테일 게이트, 섀시 부품 등에 알루미늄이, 연료 탱크에는 강화 플라스틱이 적용되어 경량화를 실현하였다. 여기에 한층 진화한 하이브리드 전용 파워트레인인 1.6L 카파 GDI 엔진과 6단 듀얼 클러치 변속기가 적용되어 22km/L 수준의 높은 연비를 기록한다. 아울러 휠 에어 커튼과 언더 커버의 적용은 물론 리어 스포일러 등 공기 흐름을 형상화한 컨셉트가 적용된 다양한 디자인 요소를 통하여 0.24(Cd)의 공기 저항 계수를 실현함으로써 연비 개선 효과와 우수한 주행 안정성을 확보하였다. 배터리를 후석 시트 하단부로 배치해 낮은 무게 중심을 구현했으며, 가벼운 서스펜션으로 인한 주행 성능 저하와 진동·소음 등을 보완하기 위하여 후륜 서스펜션은 멀티링크가 적용되어 안정적인 승차감과 접지력을 선보인다. 차체 구조의 초고장력 강판 적용 비율이 53%이며, 구조용 접착제가 145m에 달할 정도로 안전성을 강화하였다. 앞좌석 어드밴스드 에어백을 포함한 7 에어백을 비롯하여 자동 긴급 제동 보조 시스템, 차선 이탈 경보 시스템, 스마트 후측방 경보 시스템 등 다양한 안전 사양이 적용되었다. 대한민국 지리에 최적화된 내비게이션 지도에서 얻은 각종 지형 정보와 목적지 정보를 통하여 관성 주행 안내, 배터리 충방전 예측 관리 등의 기능이 적용되었다. 아울러 자사 최초로 적용된 배기열 회수 장치는 버려지는 고온의 배기열을 활용하여 엔진이 차가울 때 냉각수를 가열하여 연비를 향상시킴과 동시에 공조 예열 시간을 최소화한다. 친환경 자동차라는 상징성에 맞게 목재와 암석, 사탕수수 등에서 추출한 소재를 활용한 내장재를 사용하였다. 같은 해 3월 18일에는 전기자동차인 아이오닉 일렉트릭이 출시되었다. 28kWh의 고용량 리튬 이온 폴리머 배터리가 적용되어 1회 충전(완전 충전 기준)으로 191km(복합 기준)까지 주행이 가능하며, 급속 충전은 24분(100kW 급속 충전기 기준), 완속 충전은 4시간 25분이 걸린다. 출시 초기에는 DC 차데모(CHAdeMO) 방식을 이용해서 팬더 쪽에 완속 충전구, 후면에 급속 충전구가 하나씩 장착됐으나, 2017년에 DC콤보-1으로 전면 교체됐다.
2017년 2월 17일에는 아이오닉 플러그인 하이브리드가 출시되었다. 고효율 리튬 이온 폴리머 배터리가 적용되어 1회 완속 충전 시 전기만으로 46km를 달릴 수 있고, 하이브리드 모드로 달리면 900km 넘게 주행할 수 있다. 한편 같은 날에 2017년형이 출시되었는데, 그동안 지적되던 뒷좌석 헤드룸을 개선시켰고, 애플 카 플레이와 현대 스마트 센스가 신규 적용되었다. 아이오닉 하이브리드의 트렁크에 탑재된 12V 보조 배터리를 고전압 리튬 이온 배터리에 통합하여 트렁크 공간을 넓혔고, 아이오닉 일렉트릭의 충전 커넥터를 기존 DC 차데모 방식에서 대한민국의 급속충전 표준이자 급속 충전과 완속 충전 모두 하나의 충전구에서 연결이 가능한 DC콤보-1 타입으로 변경함과 동시에 기존 10년/20만km였던 배터리 보증 기간을 평생 무제한 보증으로 강화하였다.
| 구분     | 하이브리드                | 플러그인 하이브리드 | 일렉트릭 |
| -------- | ------------------------- | ------------------- | -------- |
| 아이오닉 | I 밸류 플러스 I + N N + Q | N Q                 | N Q      |

| 구분                    | 하이브리드 1.6L 카파 GDI (15인치 타이어) | 하이브리드 1.6L 카파 GDI (17인치 타이어) | 플러그인 하이브리드 1.6L 카파 GDI (16인치 타이어) | 일렉트릭 (16인치 타이어)   |
| ----------------------- | ---------------------------------------- | ---------------------------------------- | ------------------------------------------------- | -------------------------- |
| 전장 (mm)               | 4,470                                    | 4,470                                    | 4,470                                             | 4,470                      |
| 전폭 (mm)               | 1,820                                    | 1,820                                    | 1,820                                             | 1,820                      |
| 전고 (mm)               | 1,450                                    | 1,450                                    | 1,450                                             | 1,450                      |
| 축거 (mm)               | 2,700                                    | 2,700                                    | 2,700                                             | 2,700                      |
| 윤거 (전, mm)           | 1,563                                    | 1,549                                    | 1,555                                             | 1,552                      |
| 윤거 (후, mm)           | 1,577                                    | 1,563                                    | 1,569                                             | 1,564                      |
| 승차 정원               | 5명                                      | 5명                                      | 5명                                               | 5명                        |
| 변속기                  | 듀얼 클러치 자동 6단                     | 듀얼 클러치 자동 6단                     | 듀얼 클러치 자동 6단                              | —                          |
| 구동 형식               | 전륜구동                                 | 전륜구동                                 | 전륜구동                                          | 전륜구동                   |
| 서스펜션 (전/후)        | 맥퍼슨 스트럿/멀티 링크                  | 맥퍼슨 스트럿/멀티 링크                  | 맥퍼슨 스트럿/멀티 링크                           | 맥퍼슨 스트럿/멀티 링크    |
| 엔진 형식               | G4LE                                     | G4LE                                     | G4LE                                              | —                          |
| 연료                    | 가솔린+전기                              | 가솔린+전기                              | 가솔린+전기                                       | 전기                       |
| 배기량 (cc)             | 1,580                                    | 1,580                                    | 1,580                                             | —                          |
| 최고 출력 (ps/rpm)      | 105/5,700                                | 105/5,700                                | 105/5,700                                         | —                          |
| 최대 토크 (kg*m/rpm)    | 15.0/4,000                               | 15.0/4,000                               | 15.0/4,000                                        | —                          |
| 모터 최고 출력 (kw/rpm) | 32(43.5ps)/1,798~2,500                   | 32(43.5ps)/1,798~2,500                   | 44.5(60.5ps)/1,798~2,500                          | 88(119.6ps)/2,850~6,000    |
| 모터 최대 토크 (nm/rpm) | 170(17.3kg*m)/0~1,798                    | 170(17.3kg*m)/0~1,798                    | 170(17.3kg*m)/0~1,798                             | 295(30.1kg*m)/0~2,850      |
| 연료 탱크 용량 (L)      | 45                                       | 45                                       | 43                                                | —                          |
| 요소수 탱크 용량 (L)    | —                                        | —                                        | —                                                 | —                          |
| 공차 중량 (kg)          | 1,380                                    | 1,410                                    | 1,515                                             | 1,445                      |
| 연비 (km/L)             | 도심 22.5/고속 22.2/복합 22.4            | 도심 20.4/고속 19.9/복합 20.2            | 도심 21.1/고속 19.7/복합 20.5                     | —                          |
| 연비 (km/kWh)           | —                                        | —                                        | 도심 5.6/고속 5.4/복합 5.5                        | 도심 6.9/고속 5.8/복합 6.3 |
| Co2 배출량 (g/km)       | 69                                       | 78                                       | 17                                                | —                          |

### 더 뉴 아이오닉(2019년1월~2020년12월)

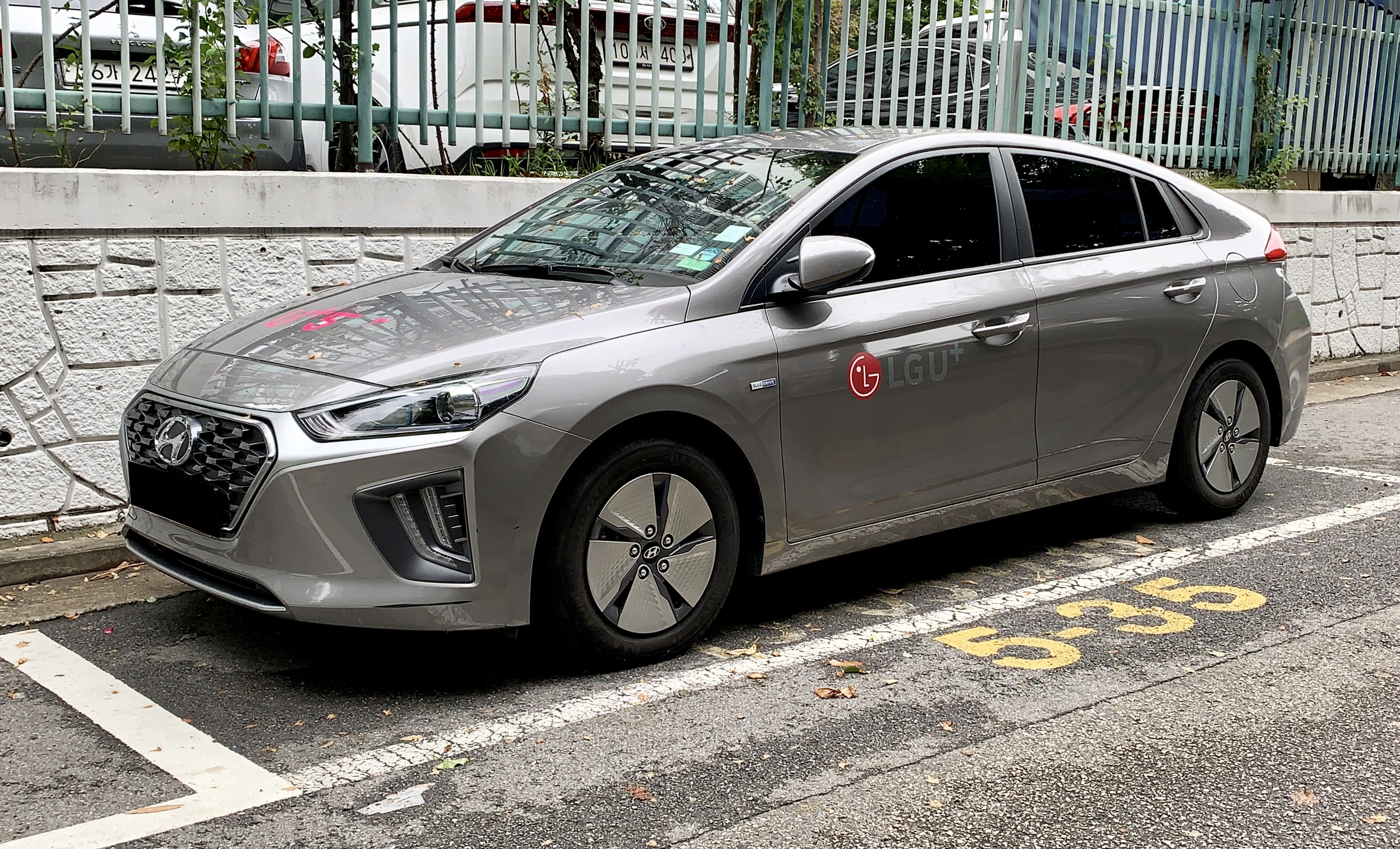
현대 더 뉴 아이오닉 하이브리드 정측면

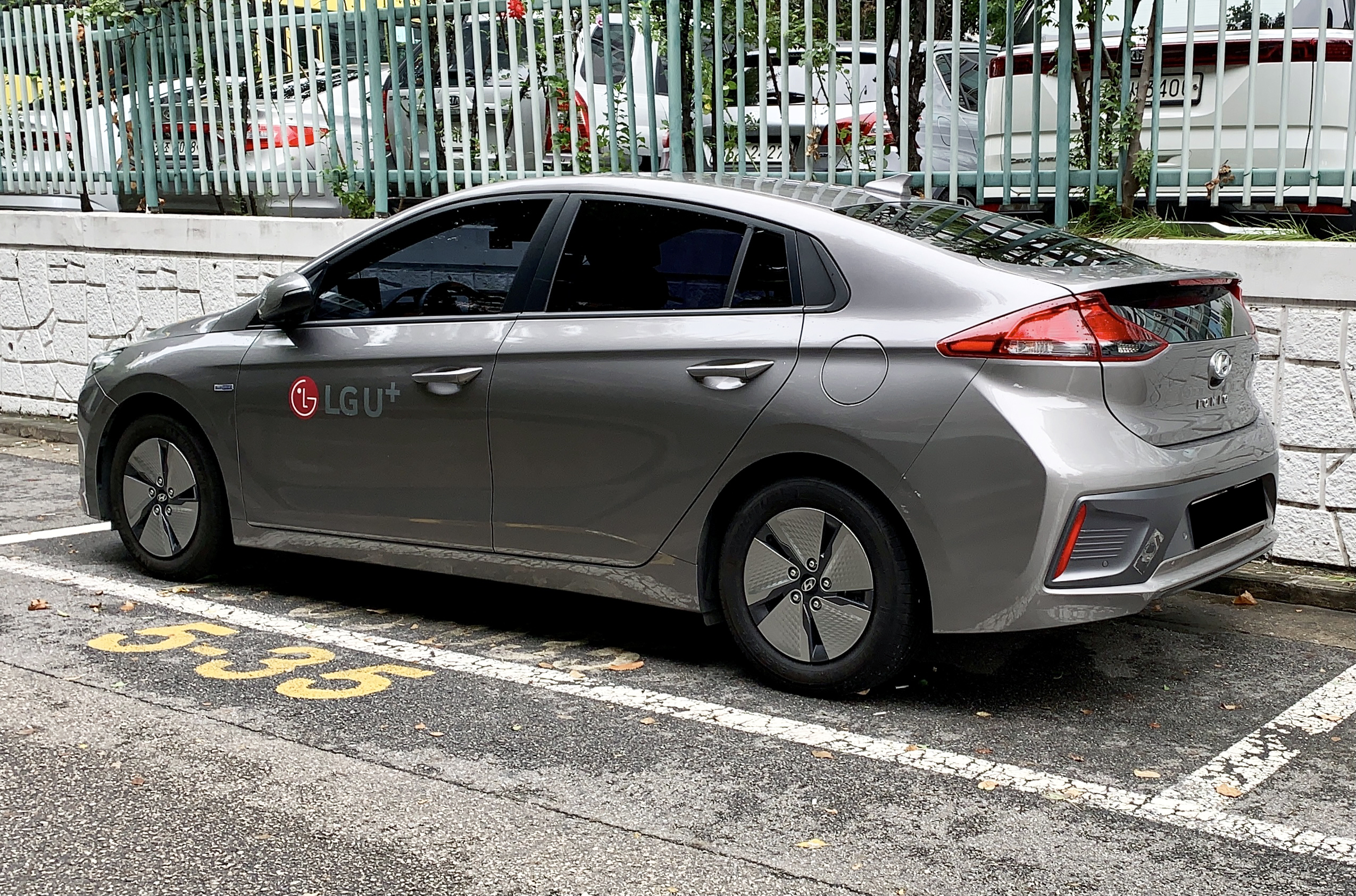
현대 더 뉴 아이오닉 하이브리드 후측면

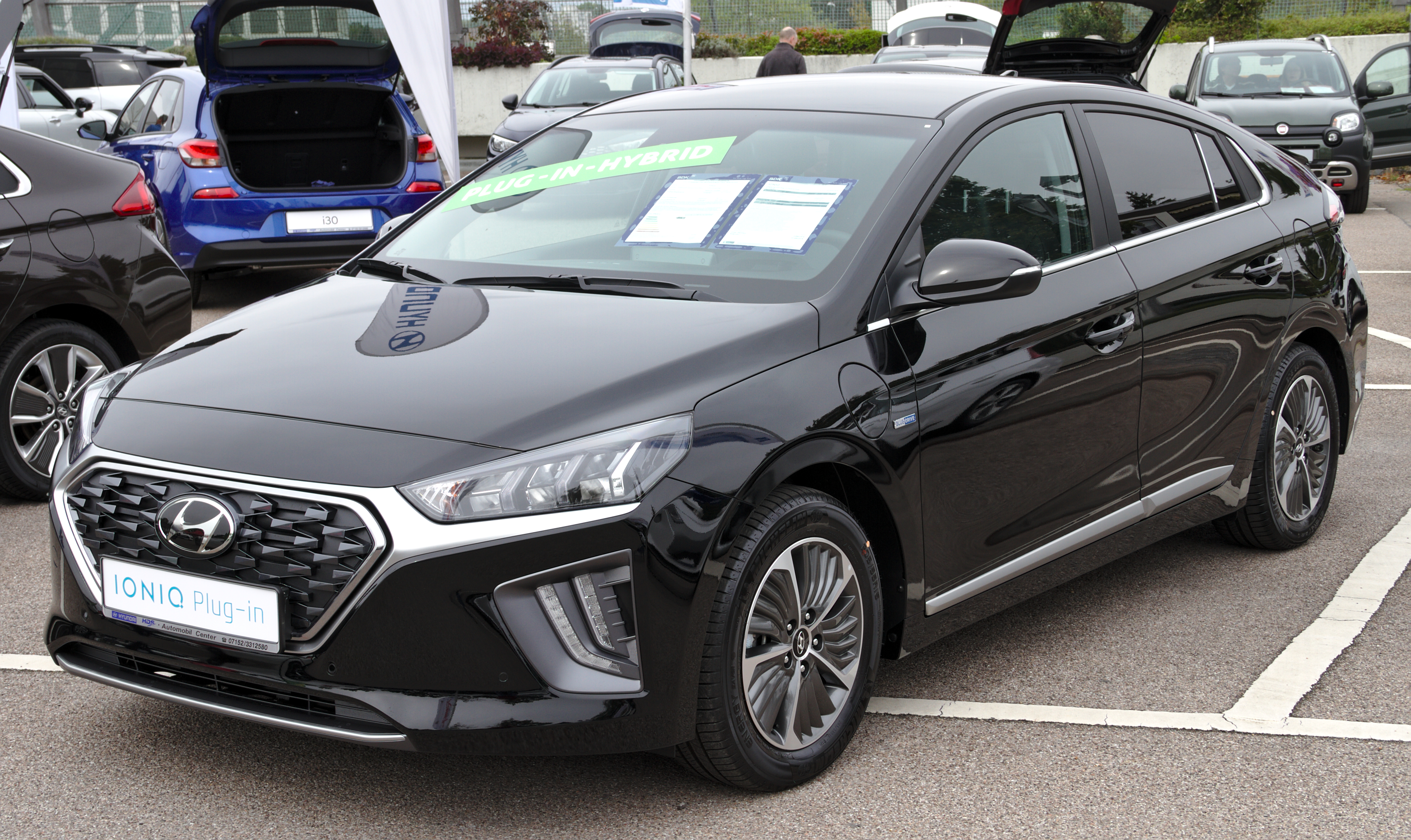
현대 더 뉴 아이오닉 플러그인 하이브리드 정측면

2019년 1월 17일에 출시되었다. 헤드 램프와 테일 램프에 LED가 신규 적용되었고, 라디에이터 그릴은 입체적인 패턴이 더해졌다. 대시보드의 디자인이 대폭 변경되어 10.25인치 내비게이션과 터치식 디스플레이 버튼 및 공조식 버튼이 새로 적용되었다. 모든 트림에 전방 충돌 경고, 전방 충돌 방지 보조, 차로 이탈 경고, 차로 이탈 방지 보조, 운전자 주의 경고, 전방 차량 출발 알림 등의 안전 사양이 모든 트림에 기본 적용되었다. 대기 환경 개선이 필요한 밀집 주거 지역, 대형 병원, 학교 등 그린 존 내부 도로 진입 시 모터 주행을 확대하는 그린존 드라이브 모드가 세계 최초로 제공되며, 주행 모드 중 에코 모드 활성화 상태에서 내비게이션 예상 경로 상 그린존이 파악되면 미리 배터리 충전량을 확보하여 그린존에 진입 시 클러스터에 그린 존 표시등이 점등될 때 엔진 시동 시점을 지연시킴과 동시에 모터 주행을 확대시켜 대기 환경 개선에 도모하였다. 같은 해 5월 3일에는 더 뉴 아이오닉 일렉트릭이 출시되었는데, 1회 충전 시 항속거리가 기존보다 35.5% 늘어난 271km로 개선되었다.
2020년 3월 27일에 플러그인 하이브리드를 포함한 가솔린 하이브리드 모델의 내수 판매가 중지됐으며, 단종될 때까지 수출 물량만 생산했다. 이에 따라 대한민국산 플러그인 하이브리드 차량은 니로 PHEV만 남게 됐으며, 아이오닉의 카파 가솔린 하이브리드 파워트레인은 코나와 아반떼 하이브리드로 이관됐다. 가솔린 하이브리드의 단종 후 내수용으로는 EV만 판매하고 있다가, 2020년을 마지막으로 EV 버전도 생산이 중단되며 아이오닉 1세대는 대한민국 내수에서 완전히 단종됐다. 수출용은 2022년 7월까지 생산했다.
이후 아이오닉은 현대자동차의 전기자동차 브랜드 이름으로 개편되어, 2021년에 아이오닉 5가 출시되었고, 2022년에 아이오닉 6가 출시되었다.

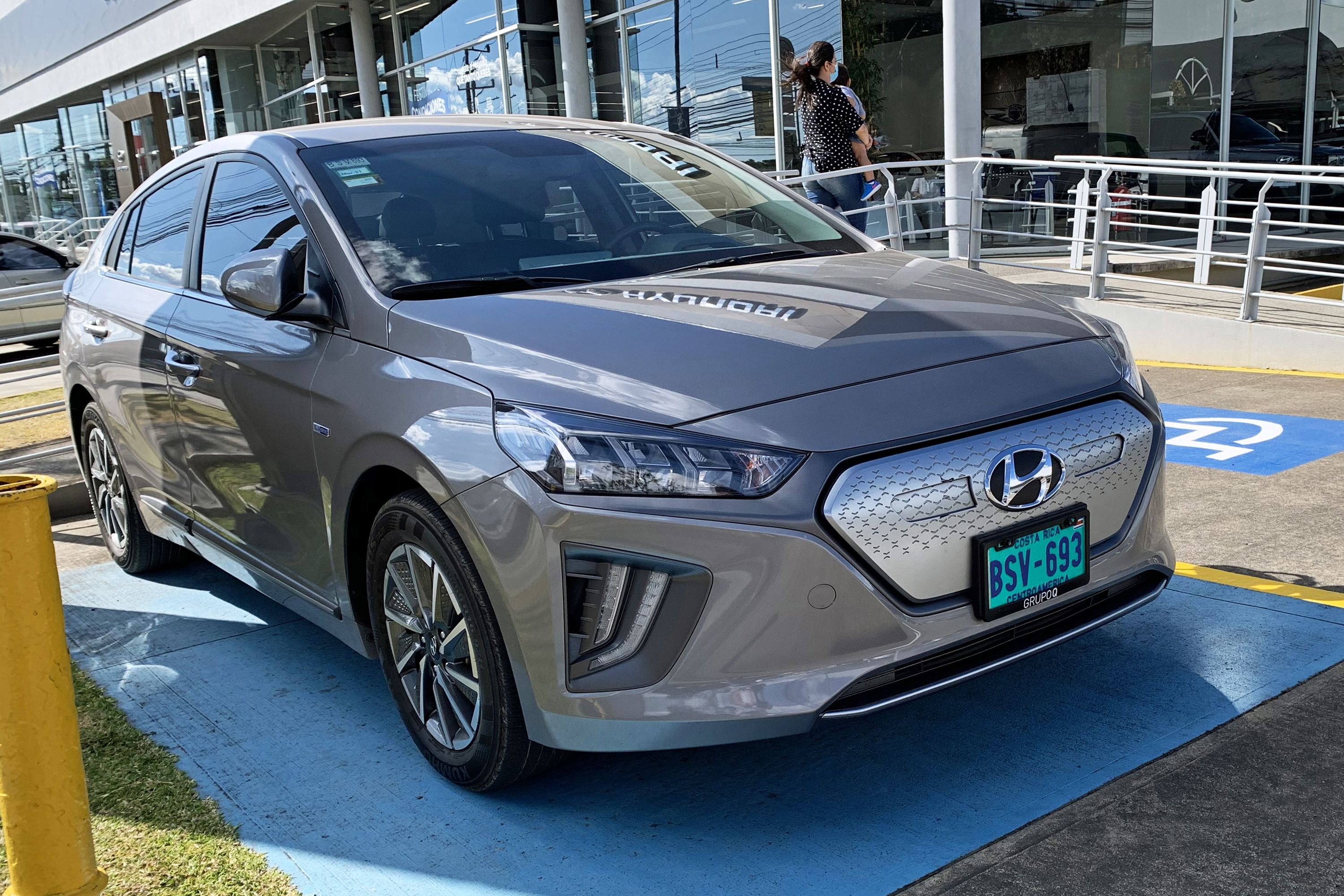
아이오닉 일렉트릭 전측면

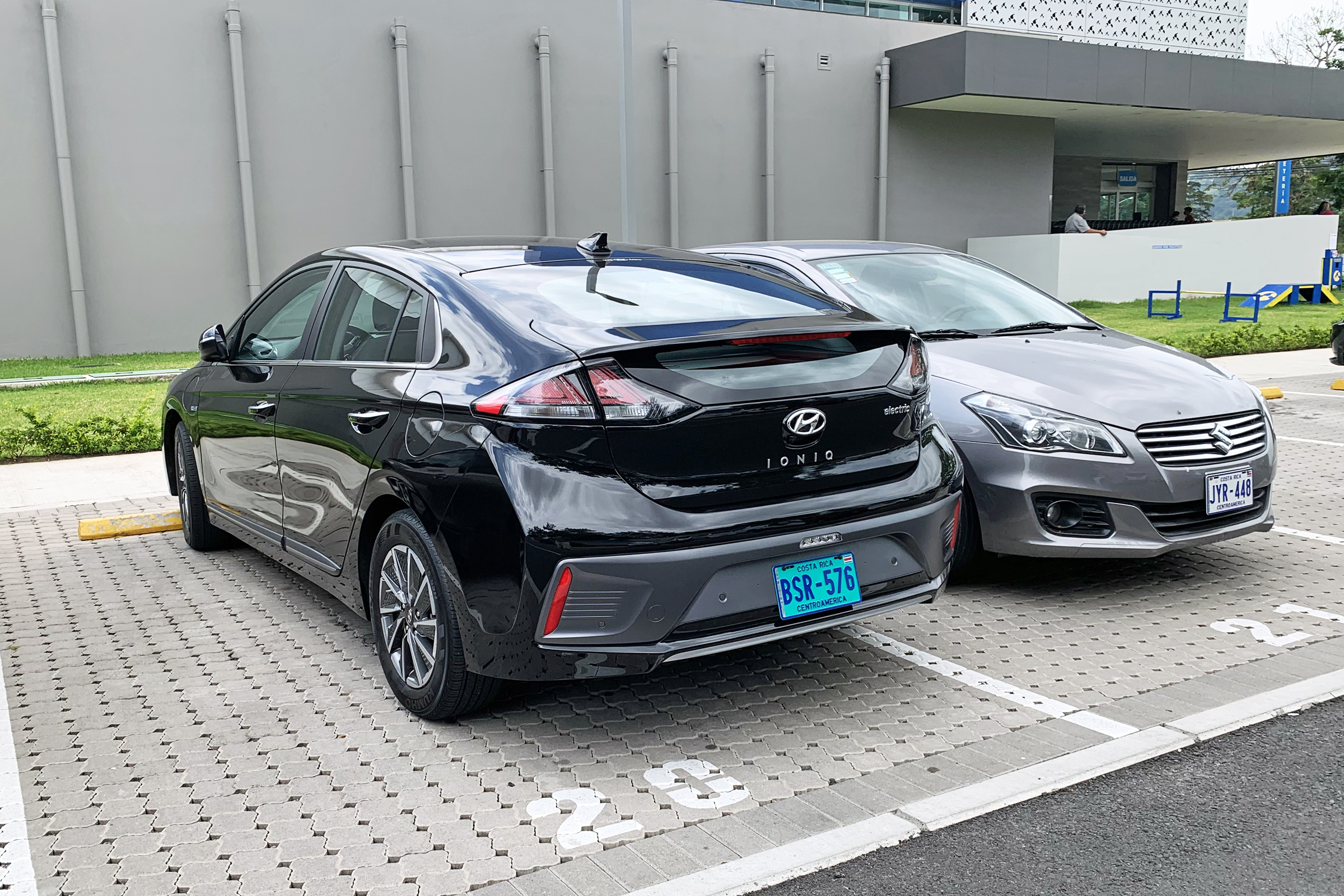
아이오닉 일렉트릭 후측면

| 구분           | 하이브리드 | 플러그인 하이브리드 | 일렉트릭 |
| -------------- | ---------- | ------------------- | -------- |
| 더 뉴 아이오닉 | I N Q      | N Q                 | N Q      |

| 구분                    | 하이브리드 1.6L 카파 GDI (15인치 타이어) | 하이브리드 1.6L 카파 GDI (17인치 타이어) | 플러그인 하이브리드 1.6L 카파 GDI (16인치 타이어) | 일렉트릭 (16인치 타이어)   |
| ----------------------- | ---------------------------------------- | ---------------------------------------- | ------------------------------------------------- | -------------------------- |
| 전장 (mm)               | 4,470                                    | 4,470                                    | 4,470                                             | 4,470                      |
| 전폭 (mm)               | 1,820                                    | 1,820                                    | 1,820                                             | 1,820                      |
| 전고 (mm)               | 1,450                                    | 1,450                                    | 1,450                                             | 1,450                      |
| 축거 (mm)               | 2,700                                    | 2,700                                    | 2,700                                             | 2,700                      |
| 윤거 (전, mm)           | 1,563                                    | 1,549                                    | 1,555                                             | 1,552                      |
| 윤거 (후, mm)           | 1,577                                    | 1,563                                    | 1,569                                             | 1,564                      |
| 승차 정원               | 5명                                      | 5명                                      | 5명                                               | 5명                        |
| 변속기                  | 듀얼 클러치 자동 6단                     | 듀얼 클러치 자동 6단                     | 듀얼 클러치 자동 6단                              | —                          |
| 구동 형식               | 전륜구동                                 | 전륜구동                                 | 전륜구동                                          | 전륜구동                   |
| 서스펜션 (전/후)        | 맥퍼슨 스트럿/멀티 링크                  | 맥퍼슨 스트럿/멀티 링크                  | 맥퍼슨 스트럿/멀티 링크                           | 맥퍼슨 스트럿/멀티 링크    |
| 엔진 형식               | G4LE                                     | G4LE                                     | G4LE                                              | —                          |
| 연료                    | 가솔린+전기                              | 가솔린+전기                              | 가솔린+전기                                       | 전기                       |
| 배기량 (cc)             | 1,580                                    | 1,580                                    | 1,580                                             | —                          |
| 최고 출력 (ps/rpm)      | 105/5,700                                | 105/5,700                                | 105/5,700                                         | —                          |
| 최대 토크 (kg*m/rpm)    | 15.0/4,000                               | 15.0/4,000                               | 15.0/4,000                                        | —                          |
| 모터 최고 출력 (kw/rpm) | 32(43.5ps)/1,798~2,500                   | 32(43.5ps)/1,798~2,500                   | 44.5(60.5ps)/1,798~2,500                          | 100(136ps)                 |
| 모터 최대 토크 (nm/rpm) | 170(17.3kg*m)/0~1,798                    | 170(17.3kg*m)/0~1,798                    | 170(17.3kg*m)/0~1,798                             | 295(30.1kg*m)/0~2,850      |
| 연료 탱크 용량 (L)      | 45                                       | 45                                       | 43                                                | —                          |
| 요소수 탱크 용량 (L)    | —                                        | —                                        | —                                                 | —                          |
| 공차 중량 (kg)          | 1,380                                    | 1,410                                    | 1,510                                             | 1,530                      |
| 연비 (km/L)             | 도심 22.5/고속 22.2/복합 22.4            | 도심 20.4/고속 19.9/복합 20.2            | 도심 21.1/고속 19.7/복합 20.5                     | —                          |
| 연비 (km/kWh)           | —                                        | —                                        | 도심 5.6/고속 5.4/복합 5.5                        | 도심 6.8/고속 5.7/복합 6.3 |
| Co2 배출량 (g/km)       | 69                                       | 78                                       | 17                                                | —                          |

## 같이 보기
- 아이오닉 5
- 아이오닉 (자동차)